# 新居浜ひかり物語 青いライオン
『新居浜ひかり物語 青いライオン』（にいはまひかりものがたり あおいライオン）は、2024年11月15日に公開された日本映画。
RSK山陽放送が創立70周年記念として制作したもので、監督は三好聡浩と平松咲季。主な出演は石村嘉成が本人役を演じるほか、小林章子、檀ふみ、竹下景子。
2歳の時に自閉症と診断された石村嘉成とその療育に奮闘する母・有希子の姿を描くドラマパートと、色彩豊かな動物画で注目され、アーティストとして活躍する嘉成の現在を描くドキュメンタリーパートで構成される。

## キャスト

### 主要人物
石村嘉成（いしむら よしなり）
演 - 石村嘉成（本人）（幼少期：中本真維、小学生時代：高原幸之介）
自閉症療育を受け、才能を開花させる。今は亡き母に導かれるように鮮やかな色彩で動物の絵を描き続ける。
石村有希子（いしむら ゆきこ）
演 - 小林章子（RSK山陽放送）
嘉成の母。さまざまな施設を訪れ、出会った河島先生の療育方針を信じて、険しくも愛に満ちた療育を行う。40歳の時に逝去。
石村和徳（いしむら かずのり）
演 - 石村和徳（本人）（青年期：藤原康典）
亡き妻から療育のバトンを受け継ぐ夫。
園長先生
演 - 八木景子
保育園の園長先生。悩む有希子の背中を押す。
河島先生
演 - 檀ふみ
「『知識ある愛』をもって、叱らないけど譲らない」という療育方針で有希子を導く。
竹下校長
演 - 竹下景子
王子小学校の校長先生。嘉成が普通学級に入ることを認め、有希子に「子どもたちは嘉成さんから大切なことを学んでいる」と話す。

### 王子小学校
クラスメイト
演 - 川合梨月、名和拓海、岩佐虹祐
普通学級のクラスメイト。腕を噛まれるアクシデントもあったが、嘉成に親身に接してくれる。
担任
演 - 大岩主弥
嘉成たちの担任の教師。

### その他
寺尾いずみ
演 - 寺尾いずみ（本人）
アドバイザー。嘉成の絵の先生。
高橋
演 - 金氏あかね
療育センター勤務。河島先生の助手。
主治医
演 - 峰山博志

## スタッフ
- 原案 - 原憲一[7]
- 監督・脚本 - 三好聡浩（RSK山陽放送）[7]、平松咲季（RSK山陽放送）[7]
- 企画 - 川井祐介[4]
- プロデューサー - 物部一宏[4]
- プロデューサー補 - 山下晴海[4]
- 撮影・照明 - 花坂匡浩（RSKプロビジョン）[4][7]
- 音楽 - NAOTO[4]
- 配給 - 福武観光[4]
- 特別協賛 - 日光商事グループ[7]
- 後援 - 新居浜市、新居浜市教育委員会、四国中央市、四国中央市教育委員会、西条市、新居浜市医師会、愛媛県医師会[7]